# Victor Nováček

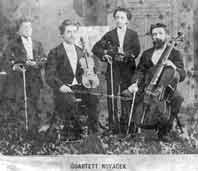
Das Nováček-Quartet

Victor Nováček (* 1875 in Temesvár, Königreich Ungarn, Österreich-Ungarn; † 3. März 1914 in Helsinki) war ein tschechischer Musikpädagoge und Geiger.

## Leben
Der Sohn von Martin Nováček trat bereits im Alter von dreizehn bis vierzehn Jahren in Streichquartetten mit seinem Vater auf, spielte beim Philharmonischen Verein der Stadt den Violinpart des Trio op. 15 von Bedřich Smetana und führte das 1. Violinkonzert von Niccolò Paganini auf. Er studierte dann in Prag und in Leipzig, wo er den Robert-Schumann-Preis erhielt, und war in Berlin Schüler von Joseph Joachim.
1894 wurde er Konzertmeister des Philharmonieorchester von Helsinki und Professor für Violine an der Musikhochschule der Stadt. 1904 spielte er hier die Uraufführung der Erstfassung von Jean Sibelius’ Violinkonzert d-Moll unter Leitung des Komponisten. Auch seine Brüder Ottokar, Rudolf und Karl Nováček wurden als Musiker bekannt.

## Quelle
- Edition Musik Südost - Victor Nováček

| Personendaten    | Personendaten                          |
| ---------------- | -------------------------------------- |
| NAME             | Nováček, Victor                        |
| KURZBESCHREIBUNG | tschechischer Geiger und Musikpädagoge |
| GEBURTSDATUM     | 1875                                   |
| GEBURTSORT       | Timișoara                              |
| STERBEDATUM      | 3. März 1914                           |
| STERBEORT        | Helsinki                               |